# Hélène de Portes
Hélène de Portes (24. února 1902 Marseille – 28. června 1940 Frontignan) byla francouzská aristokratka. Nejvíce je známá pro svůj údajný vliv na politika Paula Reynauda v období bitvy o Francii roku 1940.

## Životopis
Hélène de Portes byla dcerou Charlese Rebuffela, inženýra a bohatého průmyslníka, ředitele Société des Grands Travaux de Marseille v letech 1917–1939. Provdala se za markýze Henriho de Portes, se kterým se po narození dvou dětí rozešla. V roce 1930 se stala partnerkou o 24 let staršího Paula Reynauda.
Mezi světovými válkami pořádala literární salon, kde se setkávaly významné osobnosti politické pravice.
Po konferenci v Briare (12. června 1940) a posledním zasedání nejvyšší mezispojenecké rady v Tours (13. června) se vláda stáhla do Bordeaux, kde se Paul Reynaud a Hélène de Portes nastěhovali do hotelu Splendid.
Během diskusí o strategii, kterou je třeba přijmout, Hélène de Portesová prosazovala úplné a rychlé příměří. Jako součást anglofobního a germanofilního tábora chtěla, aby se do vlády dostal Philippe Pétain, a kritizovala náměstka ministra zahraničí Charlese de Gaulla, který chtěl ve válce pokračovat.
Poté co Paul Reynaud 16. června 1940 rezignoval, pár opustil Bordeaux, aby uprchl před německou armádou. Zamířil do departementu Hérault v očekávání odjezdu do severní Afriky a poté do Spojených států. Dne 28. června sjelo auto řízené Paulem Reynaudem ze silnice a prudce narazilo do platanu v La Peyrade mezi Frontignanem a Sète. Hélène de Portes při nehodě zemřela. Zraněný Paul Reynaud byl hospitalizován v Montpellieru. Po propuštění z nemocnice byl zatčen a uvězněn po zbytek války.
Zároveň byl v Madridu zatčen francouzský diplomat Dominique Leca s diplomatickou taškou obsahující finanční prostředky na budoucí protinacistickou propagandu Paula Reynauda v New Yorku, stejně jako zlato a šperky určené pro děti hraběnky, které byly evakuovány do Spojených států. Tato aféra podnítila propagandu vlády Philippa Pétaina proti režimu Třetí republiky.